# Cortez Kennedy
Pour les articles homonymes, voir Kennedy.
Pro Football Hall of Fame 2012
(en) Statistiques sur pro-football-reference
Cortez Kennedy, né le 23 août 1968 à Osceola en Arkansas et mort le 23 mai 2017 à Orlando en Floride, est un joueur américain de football américain ayant évolué au poste de defensive tackle.

## Carrière
Étudiant à l'université de Miami, Cortez Kennedy joua pour les Hurricanes de Miami.
Il fut drafté en 1990 à la 3e place par les Seahawks de Seattle. Il restera dans cette franchise toute sa carrière, soit jusqu'en 2000.
Il joua huit Pro Bowl (1991, 1992, 1993, 1994, 1995, 1996, 1998 et 1999) et fut sélectionné trois fois comme All-Pro (1992, 1993 et 1994). En 1991, il est nommé « Joueur défensif de l'année ». Il a été également nommé dans l'équipe NFL de la décennie 1990.

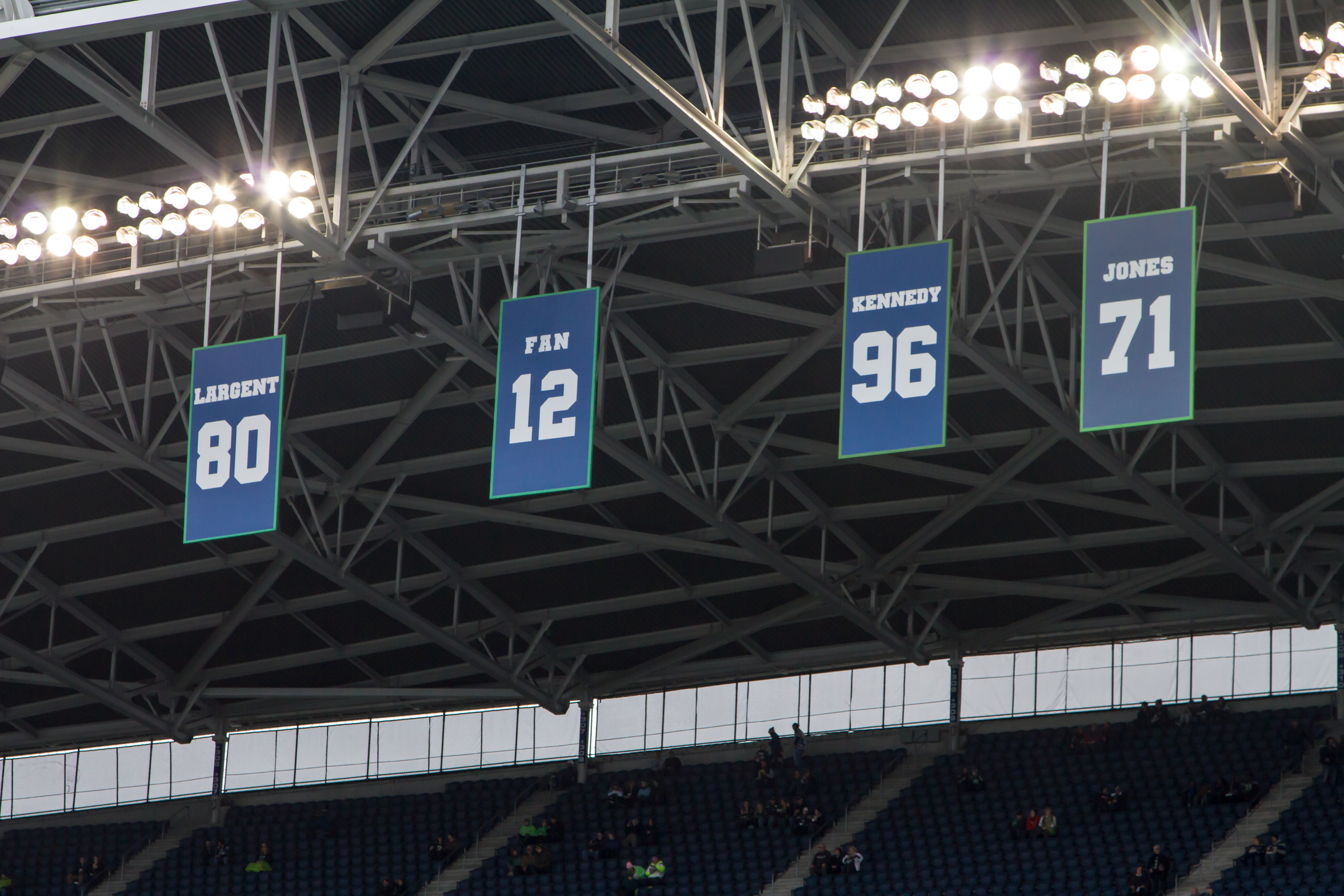
Le n°96 de Cortez Kennedy retiré par les Seahawks de Seattle.